# Conrad Harder
Conrad Harder Weibel Schandorf (Holte, 7 aprile 2005) è un calciatore danese, attaccante dello Sporting Lisbona e della nazionale Under-19 danese.

## Caratteristiche tecniche
Paragonato a Rasmus Hojlund, è una punta centrale di piede mancino veloce e potente fisicamente. Pericoloso nel gioco aereo data la statura, nonostante la mole imponente è dotato di una buona tecnica individuale, nonché di una buona capacità di aprire gli spazi favorendo gli inserimenti dei compagni.

## Carriera

### Club
Harder è cresciuto nel settore giovanile del Nordsjælland. Ha debuttato in prima squadra il 4 giugno 2023 subentrando nei minuti finale della sfida di Superligaen pareggiata 0-0 contro il Viborg. Il 13 agosto seguente, ha segnato il suo primo gol nei professionisti segnando la quarta rete nel successo per 5-0 contro il Randers. Il 24 agosto fa il suo esordio nelle competizioni europee, subentrando nell'andata del turno preliminare di Conference League vinto per 5-0 contro il Partizan. Il 5 settembre successivo ha prolungato il contratto fino al 2026 venendo promosso definitivamente in prima squadra. Il 6 dicembre 2023 segna la sua prima doppietta in carriera nella vittoria per 5-0 dei quarti di finale d'andata di Coppa Nazionale contro il Akademisk BK.

### Nazionale
Ha giocato nelle nazionali giovanili danesi Under-18 ed Under-19.
L'11 marzo 2025 viene convocato per la prima volta in nazionale maggiore, con cui ha esordito dodici giorni dopo nella sconfitta per 5-2 contro il Portogallo.

## Statistiche

### Presenze e reti nei club
Statistiche aggiornate al 18 gennaio 2025.
| Stagione             | Squadra              | Campionato           | Campionato | Campionato | Coppe nazionali | Coppe nazionali | Coppe nazionali | Coppe continentali | Coppe continentali | Coppe continentali | Altre coppe | Altre coppe | Altre coppe | Totale | Totale |
| Stagione             | Squadra              | Comp                 | Pres       | Reti       | Comp            | Pres            | Reti            | Comp               | Pres               | Reti               | Comp        | Pres        | Reti        | Pres   | Reti   |
| -------------------- | -------------------- | -------------------- | ---------- | ---------- | --------------- | --------------- | --------------- | ------------------ | ------------------ | ------------------ | ----------- | ----------- | ----------- | ------ | ------ |
| 2022-2023            | Nordsjælland         | SL                   | 1          | 0          | CD              | 0               | 0               | -                  | -                  | -                  | -           | -           | -           | 1      | 0      |
| 2023-2024            | Nordsjælland         | SL                   | 23         | 5          | CD              | 5               | 2               | UECL               | 5                  | 0                  | -           | -           | -           | 33     | 7      |
| lug.-set. 2024       | Nordsjælland         | SL                   | 7          | 2          | CD              | 0               | 0               | -                  | -                  | -                  | -           | -           | -           | 7      | 2      |
| Totale Nordsjaelland | Totale Nordsjaelland | Totale Nordsjaelland | 31         | 7          |                 | 5               | 2               |                    | 5                  | 0                  |             | -           | -           | 41     | 9      |
| 2024-2025            | Sporting Lisbona     | PL                   | 28         | 5          | CP+CdL          | 7+3             | 5+0             | UCL                | 9                  | 1                  | SP          | -           | -           | 47     | 11     |
| Totale carriera      | Totale carriera      | Totale carriera      | 59         | 12         |                 | 15              | 7               |                    | 14                 | 1                  |             | -           | -           | 88     | 20     |

### Cronologia presenze e reti in nazionale
| Cronologia completa delle presenze e delle reti in nazionale ― Danimarca | Cronologia completa delle presenze e delle reti in nazionale ― Danimarca | Cronologia completa delle presenze e delle reti in nazionale ― Danimarca | Cronologia completa delle presenze e delle reti in nazionale ― Danimarca | Cronologia completa delle presenze e delle reti in nazionale ― Danimarca | Cronologia completa delle presenze e delle reti in nazionale ― Danimarca | Cronologia completa delle presenze e delle reti in nazionale ― Danimarca | Cronologia completa delle presenze e delle reti in nazionale ― Danimarca |
| Data                                                                     | Città                                                                    | In casa                                                                  | Risultato                                                                | Ospiti                                                                   | Competizione                                                             | Reti                                                                     | Note                                                                     |
| ------------------------------------------------------------------------ | ------------------------------------------------------------------------ | ------------------------------------------------------------------------ | ------------------------------------------------------------------------ | ------------------------------------------------------------------------ | ------------------------------------------------------------------------ | ------------------------------------------------------------------------ | ------------------------------------------------------------------------ |
| 23-3-2025                                                                | Lisbona                                                                  | Portogallo                                                               | 5 – 2 dts                                                                | Danimarca                                                                | UEFA Nations League 2024-2025 - Quarti di finale                         | -                                                                        | 97’                                                                      |
| Totale                                                                   |                                                                          | Presenze                                                                 | 1                                                                        |                                                                          | Reti                                                                     | 0                                                                        |                                                                          |

| Cronologia completa delle presenze e delle reti in nazionale ― Danimarca under 21 | Cronologia completa delle presenze e delle reti in nazionale ― Danimarca under 21 | Cronologia completa delle presenze e delle reti in nazionale ― Danimarca under 21 | Cronologia completa delle presenze e delle reti in nazionale ― Danimarca under 21 | Cronologia completa delle presenze e delle reti in nazionale ― Danimarca under 21 | Cronologia completa delle presenze e delle reti in nazionale ― Danimarca under 21 | Cronologia completa delle presenze e delle reti in nazionale ― Danimarca under 21 | Cronologia completa delle presenze e delle reti in nazionale ― Danimarca under 21 |
| Data                                                                              | Città                                                                             | In casa                                                                           | Risultato                                                                         | Ospiti                                                                            | Competizione                                                                      | Reti                                                                              | Note                                                                              |
| --------------------------------------------------------------------------------- | --------------------------------------------------------------------------------- | --------------------------------------------------------------------------------- | --------------------------------------------------------------------------------- | --------------------------------------------------------------------------------- | --------------------------------------------------------------------------------- | --------------------------------------------------------------------------------- | --------------------------------------------------------------------------------- |
| 15-10-2024                                                                        | Vejle                                                                             | Danimarca under 21                                                                | 2 – 0                                                                             | Islanda under 21                                                                  | Qual. Europeo Under-21 2025                                                       | -                                                                                 | 46’ 83’                                                                           |
| 15-11-2024                                                                        | Aquisgrana                                                                        | Germania under 21                                                                 | 3 – 0                                                                             | Danimarca under 21                                                                | Amichevole                                                                        | -                                                                                 | 46’                                                                               |
| 19-11-2024                                                                        | Albacete                                                                          | Spagna under 21                                                                   | 2 – 1                                                                             | Danimarca under 21                                                                | Amichevole                                                                        | -                                                                                 | 76’                                                                               |
| 12-6-2025                                                                         | Prešov                                                                            | Ucraina under 21                                                                  | 2 – 3                                                                             | Danimarca under 21                                                                | Europeo Under-21 2025 - 1º turno                                                  | -                                                                                 | 71’                                                                               |
| 15-6-2025                                                                         | Prešov                                                                            | Paesi Bassi under 21                                                              | 1 – 2                                                                             | Danimarca under 21                                                                | Europeo Under-21 2025 - 1º turno                                                  | -                                                                                 | 72’                                                                               |
| 18-6-2025                                                                         | Košice                                                                            | Danimarca under 21                                                                | 2 – 2                                                                             | Finlandia under 21                                                                | Europeo Under-21 2025 - 1º turno                                                  | 2                                                                                 |                                                                                   |
| 22-6-2025                                                                         | Prešov                                                                            | Danimarca under 21                                                                | 2 – 3                                                                             | Francia under 21                                                                  | Europeo Under-21 2025 - Quarti di finale                                          | -                                                                                 | 60’                                                                               |
| Totale                                                                            |                                                                                   | Presenze                                                                          | 7                                                                                 |                                                                                   | Reti                                                                              | 2                                                                                 |                                                                                   |

## Palmarès

### Club

#### Competizioni nazionali
- Campionato portoghese: 1

Sporting Lisbona: 2024-2025
- Coppa del Portogallo: 1

Sporting Lisbona: 2024-2025